# Tjusterby gård
Tjusterby gård är en herrgård i Sjundeå kyrkby i Nyland i Finland. Den nuvarande huvudbyggnaden uppfördes år 2011 efter att den gamla herrgården från slutet av 1800-talet fått svåra skador i en omfattande brand. Gården är i privat ägo.

## Historia

### Tidigare huvudbyggnader
Det är okänt vem som uppförde Tjusterby gårds första huvudbyggnad men efter en brand på slutet av 1800-talet flyttades en byggnad från Kaserntorget i Helsingfors, som troligen ritats av arkitekt C.L. Engel eller någon på hans arkitektbyrå, till gården.
År 1903 brann hela gården upp och ägaren började uppföra en ny huvudbyggnad. Gården såldes till S. Salovius, som byggde färdig huvudbyggnaden och lät bygga en ladugård och ett stall, bägge av gråsten. Efter Finlands inbördeskrig år 1918 avstyckades flera fastigheter från gården, bland annat den största, Västerkulla, som avstyckades 1920.
Tjusterby gård var i privat ägo fram till på 1960-talet då den blev kursgård för synskadade. På 1980-talet var herrgården ett center för drogmissbrukare och tio år senare var gården hem för asylsökande. Efter att ha stått tom en tid köptes gården av en  barnfamilj som inledde en omfattande renovering. Branden började när en varmluftsblåsare, som hade använts för att ta bort färg vid gårdens renoveringsarbete, antände byggnaden.

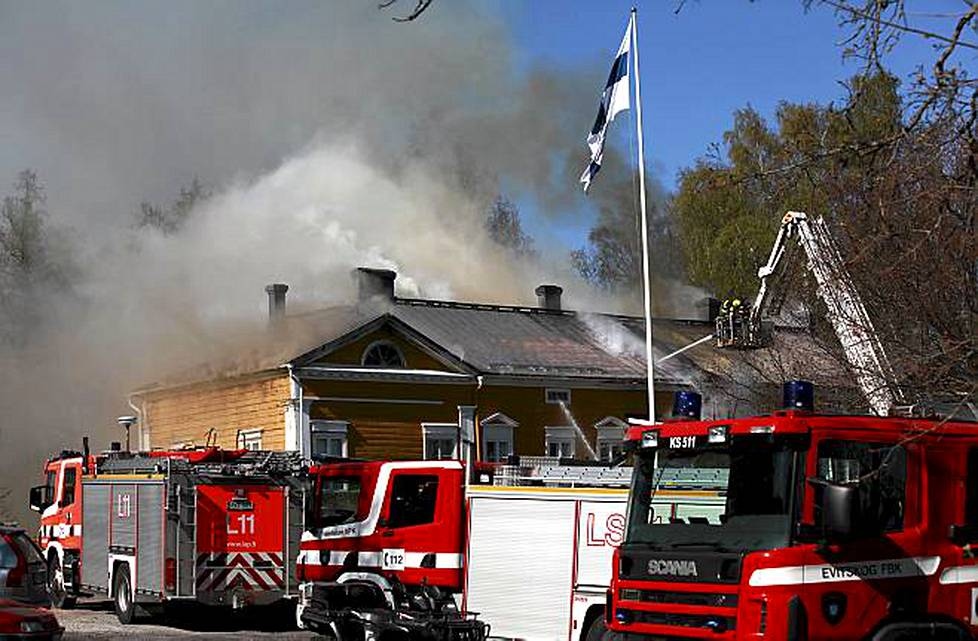
Tjusterby gård brinner i Sjundeå

Den gamla herrgården var en av Sjundeås viktiga kulturhistoriska sevärdheter.

### Den nya huvudbyggnaden
Den nya huvudbyggnaden är byggd av stenelement av företaget JokaRak Oy år 2011. Huset påminner om den gamla huvudbyggnaden och är målat gult.

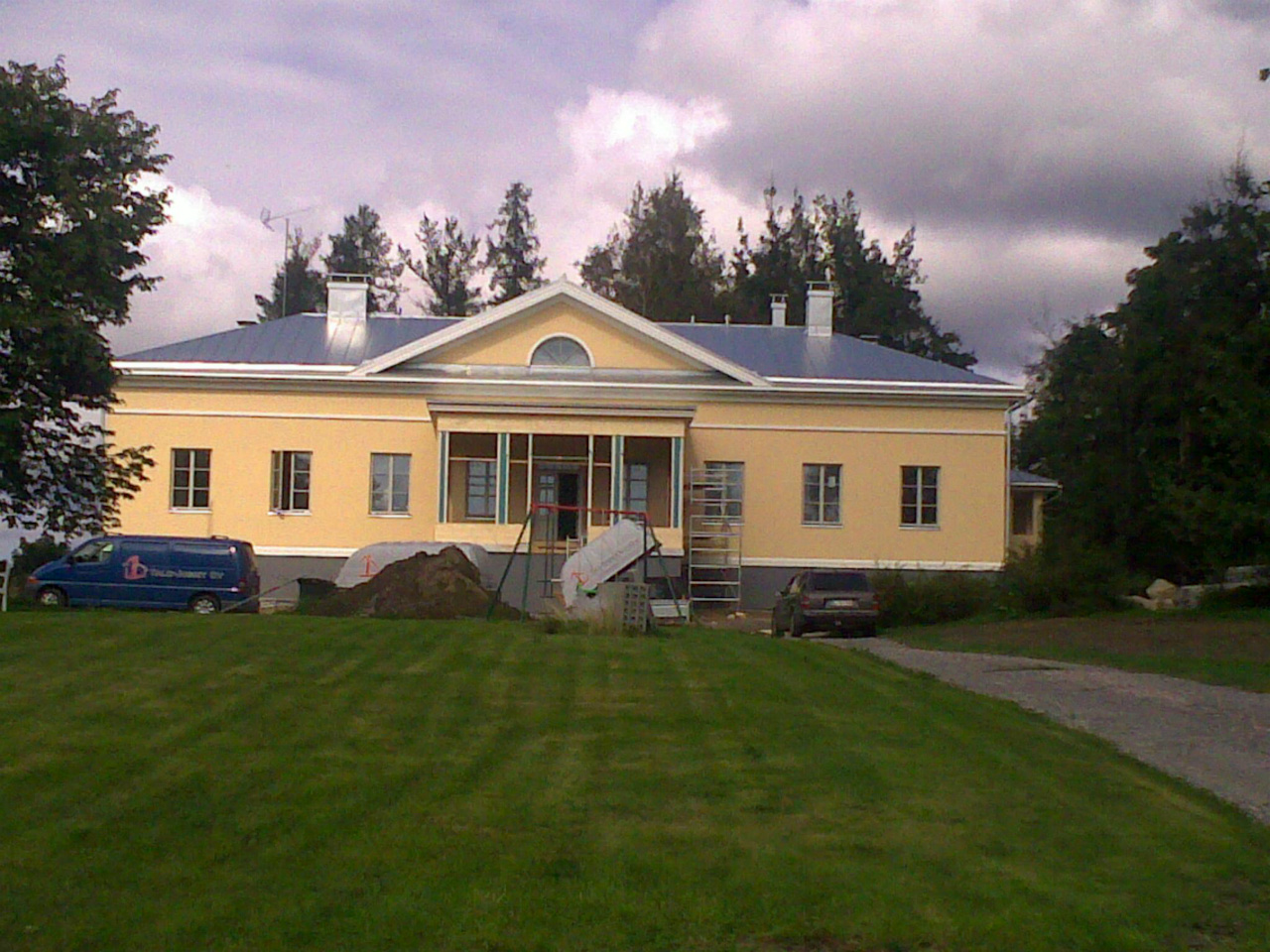
Tjusterby gårds nya huvudbyggnad